# 영동 반야사 승탑 1기
영동 반야사 승탑 1기(永同 般若寺 僧塔 1기)는 대한민국 충청북도 영동군 황간면, 반야사에 있는 승탑이다. 1996년 4월 15일 영동군의 향토유적 제10호로 지정되었다.

## 특징
좌측 1기는 화강석으로 만들었으며, 원통에 가까운 석종형으로 된 탑신을 지대석과 팔각의 대석이 받치고 있고, 그 위에 옥개석을 얹었다. 옆에 있는 승탑과 더불어 모두 전체적으로 균형과 조화를 잃고 있으며 조선후기에 조성된 것으로 추정된다.

## 참고 문헌
- 반야사부도 1.2기[깨진 링크(과거 내용 찾기)] - 영동군 문화관광